# آینومال
آینومال (به لاتین: Aïnoumal) یک منطقهٔ مسکونی در سنگال است که در ناحیه کائولاک واقع شده‌است.